# Lipnik (Stargard)
Lipnik (deutsch Lindenberg) ist ein Dorf in der Gemeinde Stargard (Stargard i. Pom.) in der polnischen Woiwodschaft Westpommern.

## Geographische Lage
Lipnik liegt in Hinterpommern, etwa fünf Kilometer westlich der Stadtmitte von Stargard und 27 Kilometer östlich von Stettin sowie auf halbem Wege zwischen den Dörfern Grzędzice (Seefeld) im Norden und Kunowo (Kunow a./Straße) im Süden.

## Geschichte
Der separate Wohnort mit dem Namen Lindenberg in der Gemeinde Kunow an der Straße entstand vor 1834 im Rahmen der Regelung der gutsherrlichen und bäuerlichen Verhältnisse auf Wunsch des Gutsbesitzers David Schönfeldt, der hier seine Wohn- und erforderlichen Wirtschaftsgebäude errichten ließ. Der Ortsname rührt von einigen Hügeln her, die es in dem ehemaligen Gutsbezirk gibt. Zum Gut Lindenberg gehörte der Ausbau Nix. Im Jahr 1905 hatte Lindenberg 59 Einwohner.
Die Gemarkung des Guts hatte Anfang der 1930er Jahre eine Größe von 354 Hektar. 1939 wurden 23 Pferde, 156 Rinder und 1.000 Schafe gehalten. Zum Gut gehörten eine eigene Kirche und eine Kalksandstein-Fabrik. Außerdem gehörten zu dem Gut Lindenberg fünf Wohngebäude, in denen die Familien der Gutsleute lebten.
Bis 1945 gehörte Lindenberg zum Landkreis Saatzig in der Provinz Pommern.
Gegen Ende des Zweiten Weltkriegs wurde Kunow mit dem Ortsteil Lindenberg Anfang März 1945 von der Sowjetarmee besetzt. Nach Kriegsende wurde die Ortschaft als Lipnik Teil Polens.

## Religion
Die vor 1945 in Lindenberg anwesende Bevölkerung gehörte mit weitaus überwiegender Mehrheit der evangelischen Konfession an. Die Protestanten aus Lindenberg gehörten zum evangelischen Kirchspiel Kunow a./Straße, die Katholiken zum katholischen Kirchspiel Stargard i. Pom.
Die Kirche von Lindenberg wurde zwischen 1924 und 1926 erbaut und gehörte zum Eigentum des Gutes. Vor der Kirche stand eine Lutherlinde.